# یواس‌ان‌اس لوئیس بی پولر (تی-ام‌ال‌پی-۳/فی-ای‌اف‌اس‌بی-۱)
یواس‌ان‌اس لوئیس بی پولر (تی-ام‌ال‌پی-۳/فی-ای‌اف‌اس‌بی-۱) (به انگلیسی: USNS Lewis B. Puller (T-MLP-3/T-AFSB-1)) یک کشتی است که طول آن ۷۶۴ فوت (۲۳۳ متر) می‌باشد.